# Cesonia chickeringi
Cesonia chickeringi är en spindelart som beskrevs av Norman I. Platnick och Mohammad U. Shadab 1980. Cesonia chickeringi ingår i släktet Cesonia och familjen plattbuksspindlar.
Artens utbredningsområde är Jamaica. Inga underarter finns listade i Catalogue of Life.